# سياسة الصين
سياسة جمهورية الصين الشعبية تجري في إطار من جمهورية اشتراكية يحكمها الحزب الواحد. حتى تذكر القيادة للحزب الشيوعي في دستور جمهورية الصين الشعبية. وتمارس سلطة الدولة في جمهورية الصين الشعبية (جمهورية الصين الشعبية) من خلال الحزب الشيوعى الصينى، والحكومة الشعبية المركزية ونظيراتها الإقليمية والمحلية. في إطار نظام القيادة المزدوجة، كل مكتب محلي يخضع لسلطة نظريا مساوي لزعيم محلي وزعيم المكتب المقابل، أو وزارة على المستوى الأعلى من الأول. وينتخب الشعب أعضاء المؤتمر على مستوى المحافظة من قبل الناخبين. هذه المقاطعات على مستوى المؤتمرات الشعبية لديها مسؤولية الإشراف على الحكومة المحلية، وانتخاب أعضاء لمقاطعة (أو البلدية في حالة البلديات مستقلة) مؤتمر الشعبي العام. مؤتمر الشعب لمقاطعة لبدوره ينتخب أعضاء المؤتمر الشعبي الوطني الذي يجتمع كل سنة في آذار/مارس في بكين.حكم لجنة الحزب الشيوعي في كل مستوى يلعب دورا كبيرا في اختيار المرشحين المناسبين للانتخاب لعضوية الكونغرس المحلية وإلى أعلى المستويات.

## نظرة عامة
يشكل عدد سكان جمهورية الصين الشعبية مع اتساعها الجغرافي، والتنوع الاجتماعي اختبار حقيقي للحكم من بكين. الدور الذي أدى لإصلاح اقتصادي خلال 1980s، ونقل الكثير من الحكومة المركزية صنع القرار، جنبا إلى جنب مع الاهتمام الكبير من المسؤولين المحليين في الحزب الشيوعي في إثراء أنفسهم، من الصعوبة لفرض سلطتهم على الحكومة المركزية. السلطة السياسية أصبحت أقل اعتماداً علي العلاقات الفردية، والشخصية وأصبحت المؤسسية أكثر استناداً خلال السنوات ال40 الأولى، من لجان المقاومة الشعبية. على سبيل المثال، لم يكن دنغ شياو بينغ أبداً رئيسًا للصين أو سكرتيرا للحزب الشيوعي الصيني، ومع ذلك كان لمدة عقد من الزمان زعيم الصين. اليوم السلطة في الصين أصبحت أكثر ارتباطاً بالمؤسسة.

### قادة الحكومة
- الرئيس - شي جين بينغ
- نائب الرئيس - لي يوان تشاو
- رئيس الوزراء - لي كه تشيانغ

## الحزب الشيوعي الصيني
يضم الحزب أكثر من 89 مليون عضو، وما يزال يهيمن على الحكومة في الصين. لكن في فترات تحرير نسبية، يميل تأثير الناس والمنظمات التي تعمل خارج الهيكل الرسمي للحزب، على الازدياد، ولا سيما في المجال الاقتصادي. تحت قيادة نظام الاقتصاد، وكانت تفرض على كل المؤسسات المملوكة للدولة أن يكون لها لجنة حزبية. لكن مع دخول اقتصاد السوق يعني أن المؤسسات الاقتصادية التي توجد الآن في الطرف محدودة ولا حول لها ولا قوة.
ومع ذلك، ففي جميع المؤسسات الحكومية في جمهورية الصين الشعبية، لجان الحزب على جميع المستويات الحفاظ على الدور الهام.

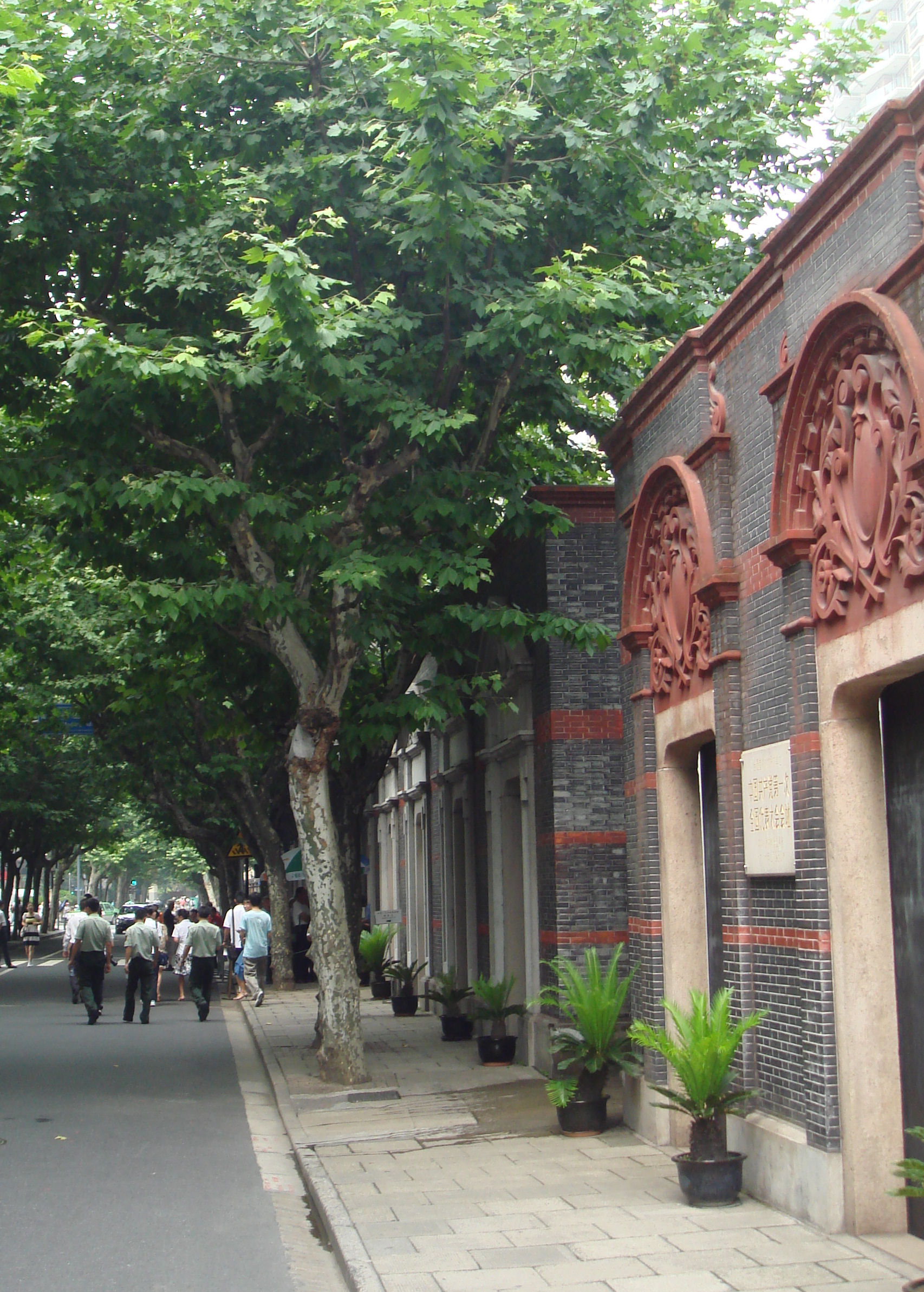
مقر أول كونغرس للحزب الشيوعي في الصين, وكان يقع في شانغهاي

وسط سيطرة الحزب هو الأشد في مكاتب الحكومة المركزية والمناطق الحضرية في إعدادات الاقتصادية والصناعية والثقافية، بل هو أكثر مرونة كبيرة على الحكومة والحزب والمنظمات في المناطق الريفية، حيث غالبية السكان تعيش في الصين. مسؤولية تلك أهم يأتي في اختيار وترقية الموظفين. وهم يرون أيضا أن يتبع الحزب والدولة وتوجيه السياسة العامة أن أعضاء غير حزبية لا إنشاء منظمات مستقلة قادر على تحدي حكم الحزب. ومن المهم بوجه خاص هي المجموعات الصغيرة التي تؤدي تنسيق أنشطة وكالات مختلفة. ورغم وجود اتفاقية لجان الحكومة التي تحتوي على ما لا يقل عن واحد غير عضو الحزب، وعضوية الحزب هو واضح في المساعدة في تعزيز ويجري في السياسة الحاسمة الإعداد الاجتماعات.
نظريا، أعلى هيئة للحزب هو حزب المؤتمر، الذي من المفترض أن تجتمع على الأقل مرة كل 5 سنوات. أصبحت الاجتماعات غير منتظمة خلال الثورة الثقافية ولكن لم يتم الدوري منذ ذلك الحين. الحزب تنتخب اللجنة المركزية والهيئات الرئيسية للسلطة وقطع رسميا للجنة المركزية.
الأجهزة الرئيسية للسلطة في الحزب الشيوعي ما يلي:
- اللجنة الدائمة للمكتب السياسى، والتي تتكون حاليا من تسعة أعضاء؛
- المكتب السياسي، ويتألف من 22 عضوا كامل (بما في ذلك أعضاء اللجنة الدائمة للمكتب السياسى)؛
- الأمانة العامة، وآلية الإداري الرئيسي للحزب الشيوعى الصينى، برئاسة الأمين العام؛
- اللجنة العسكرية المركزية؛
- الانضباط لجنة التفتيش المركزي، والتي هي مكلفة باجتثاث الفساد والمخالفات بين كوادر الحزب

## التقسيمات الإدارية في الصين
الصين مقسمة إلى 22 مقاطعة (省); تعتبر حكومة الصين الشعبية تايوان (台湾) المقطعة رقم 23. كما تتنازع الحق في جزر الواقعة في بحر الصين الشرقي. عدا المقاطعات هناك 5 أقاليم ذات حكم ذاتي (自治区) يعيش بها العديد من الأقليات العرقية; 4 بلديات مركزية ذات إدارة ذاتية (直辖市) و 2 منطقتي إدارة خاصة (特别行政区).
تم ترسيم حدود المقاطعات المعروفة اليوم في أواخر عهد حكم سلالة «منغ». بعد قيام الجمهورية الشعبية وإحكام الحزب الشيوعي الصيني قبضته على البلاد، تم إعادة تنظيم المقاطعات في الجزء الشمالي الشرقي كما تم استحداث مناطق خاصة على أساس القوميات الموجودة فيها، كانت الصين تنحوا في ذلك منحى الإتحاد السوفياتي وجمهورياته الاشتراكية.

## العلاقات الخارجية

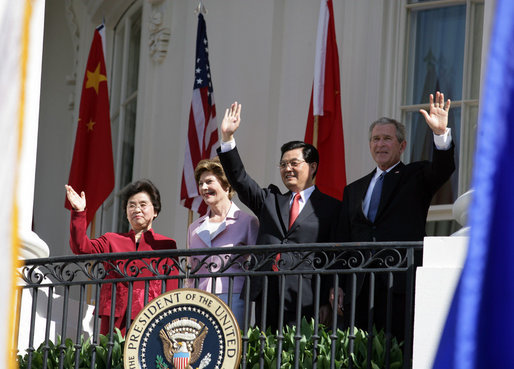
صورة لرئيسا أمريكا والصين السابقين

لدى الصين علاقات دبلوماسية مع معظم البلدان في العالم. في عام 1971، حلت جمهورية الصين الشعبية محل جمهورية الصين، والمعروفة باسم «تايوان» منذ 1970s، بوصفها الممثل الوحيد للصين في الأمم المتحدة، وباعتبارها واحدة من الدول الخمس الدائمة العضوية في مجلس الأمن للأمم المتحدة.فكانت جمهورية الصين في ذلك الوقت أحد الدول المؤسسة للامم المتحدة في عام 1945. وكانت لجان المقاومة الشعبية أيضا عضو سابق ورئيسي لحركة عدم الانحياز.
في إطار سياسة صين واحدة، قدمت جمهورية الصين الشعبية شرط مسبق لإقامة علاقات دبلوماسية مع أي بلد، وهي أن البلد الآخر يقر مطالبتها لتايوان وقطع أي علاقات رسمية مع حكومة جمهورية الصين (تايوان). وكانت الحكومة تعارض نشاط الرحلات الخارجية من قبل المسؤولين جمهورية الصين السابقين والحاليين، مثل هوى لى تنغ، وتشن شوى بيان، وغيرهم من الناس تعتبره خطرا من الناحية السياسية، مثل الدالاي لاما من التبت الحالية.
وكانت لجان المقاومة الشعبية تلعب دوراً قياديا في الدعوة إلى مناطق التجارة الحرة واتفاقيات أمنية بين الدول المجاورة لآسيا والمحيط الهادئ. في عام 2004، اقترحت لجان المقاومة الشعبية جديدة تماما قمة شرق آسيا (قمة شرق آسيا) الإطار كمنتدى لقضايا الأمن الإقليمي التي استبعدت عمدا من الولايات المتحدة. وقمة شرق آسيا، التي تضم الاسيان زائد ثلاثة والهند وأستراليا ونيوزيلندا، التي عقدت في القمة الافتتاحية في عام 2005. الصين هي أيضا مؤسس وعضو في منظمة شانغهاي للتعاون، جنبا إلى جنب مع روسيا وجمهوريات آسيا الوسطى.

## وصلات خارجية
- China Politics Links
- The Central Chinese Government's Official Web Portal
- Government of China by chinawikipedia.com
- Ministry of Foreign Affairs of the People's Republic of China
- Embassy of the People's Republic of China in the United States
- Chinese Legislative Information Network System full text search of English translations of hundreds of PRC laws and regulations
- PRC government new items in English from PRC government official website
- Chinaview from the Xinhua News Agency
- People's Daily Online in English
- PLA Daily English news
- China Daily in English
- Inside China's Ruling Party (BBC)
- Is China really a Communist state? (CNN)
- New York Times article of September 5, 2002 on Succession of Rule in China
- Chinese Officials Lighten Up Under Pressure (China Today)